# Abdijbier
Abdijbier is bier dat door de paters van een abdij gebrouwen wordt of in naam verbonden is aan een abdij.

## Algemeen
Abdijbieren zijn bieren die verbonden zijn met een kloostergemeenschap. Deze verbinding is ofwel officieel erkend, waarbij het bier voldoet aan de reglementen, of niet. Indien het voldoet aan bepaalde regels is het meestal een Erkend Belgisch Abdijbier. Een voorbeeld hiervan is Grimbergen. In het geval dat het bier gebrouwen wordt door trappisten en erkend wordt door de Internationale Vereniging Trappist, mag het bier een trappist worden genoemd. Een voorbeeld hiervan is Rochefort. Indien het bier niet wordt erkend onder een van die beide noemers, betreft het een onofficieel abdijbier. Dit laatste is het geval als een bier wel de naam van een abdij draagt of zichzelf een abdijbier noemt, maar hier geen erkende band mee heeft. Onder die categorie vallen ook bieren die niet de naam dragen van een specifieke abdij, maar wel gebrouwen worden volgens een dergelijk receptuur. Voorbeelden hiervan zijn Witkap en Sint Bernardus.
Er bestaan diverse soorten abdijbier. Over het algemeen zijn de bekendste een relatief zoete donkerbruine (de 'dubbel') en een scherpere en doorgaans zwaardere hoogblonde (de 'tripel'). Andere soorten zijn de 'blond' (de enkel) en de quadrupel. Kenmerkend is dat zij een tweede gisting kennen na het bottelen, de zogenaamde nagisting op de fles.
Sommige abdijbieren worden gebrouwen in een brouwerij op het domein van de abdij, door de monniken zelf of door derden. Onder deze abdijbieren bevindt zich een speciale soort, de trappist, die aan strikte regels moet voldoen. Een aantal abdijen besteedt het brouwen van bier uit aan commerciële brouwerijen. Vaak wordt hierbij gebruikgemaakt van oude kloosterrecepten. Ook abdijen zonder eigen brouwtraditie verbinden tegenwoordig vaak hun naam aan een bier, terwijl brouwerijen soms bieren noemen naar niet meer bestaande abdijen.
Abdijbieren, met in het bijzonder de trappisten, zijn bij bierkenners zeer geliefd. Ranglijsten, zoals die van BeerAdvocate.com en RateBeer.com, worden vaak aangevoerd door het trappistenbier Westvleteren 12.

## Oorsprong
Abdijbieren hebben hun oorsprong in de middeleeuwen. Om aan geld te komen begonnen kloosters met het brouwen van bier. Bier was in die tijd een populaire drank. Water was toen vaak verontreinigd met bacteriën, terwijl deze bij het brouwproces van bier gedood worden. Niemand wist in die tijd dat dat lag aan het feit dat bier tijdens het brouwproces gekookt wordt.
In de eerste helft van de twintigste eeuw nam het aantal abdijbieren af, doordat ketels in beide wereldoorlogen omgesmolten werden om er wapens van te maken. Later in de twintigste eeuw startten veel abdijen weer met de productie van bier.

## Lijst van abdijbieren

### Trappist
Slechts tien biermerken mogen de streng gecontroleerde herkomstbenaming trappist dragen volgens de regels van de Internationale Vereniging Trappist. Enkel bieren die in een Cisterciënzerabdij worden gebrouwen onder toezicht van de monniken mogen het logo Authentic Trappist Product voeren.
| Bier                     | Abdij                                               |
| ------------------------ | --------------------------------------------------- |
| Chimay                   | Abdij Notre-Dame de Scourmont (BE)                  |
| Engelszell               | Stift Engelszell (AT)                               |
| La Trappe                | Abdij Koningshoeven (NL)                            |
| Orval                    | Abdij Notre-Dame d'Orval (BE)                       |
| Rochefort                | Abdij Notre-Dame de Saint-Rémy (BE)                 |
| Tynt Meadow Trappist Ale | Abdij van Mount Saint-Bernard (VK)                  |
| Tre Fontane              | Abbazia Tre Fontane (IT)                            |
| Westmalle                | Abdij van Onze-Lieve-Vrouw van het Heilig Hart (BE) |
| Westvleteren             | Sint-Sixtusabdij (BE)                               |
| Zundert                  | Abdij Maria Toevlucht (NL)                          |

### Erkend Belgisch abdijbier
Dit label garandeert dat er royalty's betaald worden aan de desbetreffende abdij, of aan een stichting die het erfgoed van die abdij beheert. Een deel van deze royalty's moeten ook aan charitatieve doelen besteed worden. Het bier wordt echter in een gewone, commerciële brouwerij gebrouwen.

### Overige abdijbieren
Deze bieren zijn enkel in naam gelieerd aan een abdij, maar hebben er in feite geen enkele officiële binding mee. Abdijbier is geen beschermde titel en mag door elke brouwerij op elk biermerk gebruikt worden. Meestal zijn het Tripels of Dubbels die onder de naam abdijbier verkocht worden.
Enkele bekendere voorbeelden zijn Corsendonk, Florival (een creatie van Delhaize), Kapittel, Sancti Adalberti, Sint Bernardus.
In 2016 werd het eerste Franse abdijbier op de markt gebracht door de Abdij van Saint-Wandrille. Het bier heet "Saint-Wandrille".